# Quinto (joc)
El quinto, també anomenat segons la zona quina, plena, rifla o loteria vella, és un joc d'atzar típic de les dates nadalenques que es juga a diversos llocs de la Garrotxa, del Vallès, del Baix Llobregat, del Moianès, entre d'altres. També és popular a França.
És el joc precursor del bingo, i sembla que va néixer de la mà de Lluís IV de França, que va demanar a dos aventurers italians un joc que li permetés captar més recursos per a l'Estat.

## Funcionament
Cada jugador té una carta amb tots els números de l'1 fins al 90, amb una distribució diferent dels números per cadascuna, i consisteix a marcar els nombres que el lloro, persona que extreu les boles numerades, va cantant. Els números estan distribuïts en files de cinc que a la vegada formen sis requadres de tres files. El primer jugador que marca una fila de nombres fa quinto i guanya; després es juga per la plena i guanya el primer jugador que omple un dels requadres de tres files.
Allò que diferencia aquest joc del bingo és que la persona que canta els números, anomenada lloro, ho fa amb dites i acudits ja siguin tradicionals o adaptats al temps en què es juga i així, dona un toc d'humor i converteix el joc en una festa. També es caracteritza pel fet que els jugadors marquen els nombres cantats amb llavors de plantes (blat de moro, guixes…) i els premis, a més de diners, solen ser lots de nadal o d'altres premis materials.
La figura del lloro és molt important. Ha de treure els números de la cistella, cantar-los i col·locar-los, de manera que mentre canta l'anterior, ja està traient el següent. No es pot equivocar i en cas de quinto o plena ha de ser ell o ella qui el validi. S'ha d'aprendre totes les dites populars i sants del santoral. Últimament els lloros han incorporat nous mots per als números. Com més sants i mots canti el lloro, i menys números digui, més entretingut i divertit serà el quinto. Cada població –i cada local– té la seva pròpia manera de cantar els números. Així, és bàsic que el jugador conegui els localismes d'allà on juga.
En qualsevol partida un jugador pot demanar jugar la carta, si està lliure, que consisteix en el tauler on el lloro col·loca les boles, on els 90 números se situen consecutius.
De vegades, i de manera simultània amb un quinto habitual, es fa l'Antiquinto o Quina del desgraciat, que consta en fer guanyar a qui marqui l'últim la bola.

## Dites i noms típics dels números
Entre parèntesis: resposta dels jugadors
Entre claudàtors: població d'origen
| 1 - el més menut (el teu canut) - el més petit (del Reial Madrid) - un que fa por - el més petit de tots (tocava la trompeta) - Cap d'Any - el pepet - el primer de mil - la més petita (la teva) - és tot sol 2 - un dos (tres quatre) - un aneguet - el segon que és... - com els collons, com les meues boles - una gallineta (Rosselló) - a casa pobra no hi cal gos (Rosselló) 3 - un tricicle - el tercer (cirerer) - orella de gat (miau) - l'amor hi és (Rosselló) - el greixelló (Rosselló) - una colla (Rosselló) 4 - una cadireta - quadrat - la cadira baixa (Rosselló) 5 - er cinco - petit músic - l'esquellerinc - ja te la tinc - ja t'hi tinc (Rosselló) - quinto 6 - el sis (cu) - el sis (alci's vostè) - el dia de Reis - mitja dotzena - trenet - l'embarassada - la ten enlaire (Rosselló) 7 - el set (alça't tu) - un estripat - petit i traïdor - la bandereta - un que té set (que es foti!) - el de la bona sort - un falçó 8 - un que és buit (el teu cap) - un que és buit (el teu llit) - un de mamellut - la carabassa (Rosselló) 9 - un que és nou (el meu cotxe) - davanter centre - toca'm un ou (el nou) 10 - pelat el més petit - pelat el jove - soroll d'inspirar amb el nas - el Maradona - el que et va parir (el Déu) - El pelat de Sabadell (Can Deu) (Vallès Occidental) 11 - les cametes de la Montse - les cametes del Fermí (i la mare que el va parir) - cames de filosa (Rosselló) - la Diada - parelleta de iuns (iuhUUUU!) 12 - una dotzena (de pals a l'esquena) - una dotzena (de polvos a la nena) - dotzena (d'ous per la nena) - els mesos 13 - tare-rare retze (tarugu!!) - el de la mala sort - una dotzena de frares - el malastruc - Teresa, ma germana (Rosselló) - el pont de les dones (Rosselló) 14 - nyam, nyam - agafa'l - ca, ca, ca, ca, ca, catorze - agafa un cagarro i... (tots) esmorza! | 15 - la nena maca - la ninya bunita - Santa Maria - (fiu fiu) 16 - 16 (moca't) - (sexe!) - l'edat del "pavo" 17 - el que sempre surt - Sant Antoni - xarnego - cantant - 17 (que dise?) 18 - la majoria d'edat - la meva edat 19 - Sant Josep (i la mare de Déu de Togores!) [Sabadell] 20 - pelat la nena 21 - Sant Lluís Gonzaga - L'aneguet coix - El més elegant 22 - parelleta d'ànecs - els dos tirons (ànecs) (Rosselló) - parella de dosos (bruts i fastigosos) - les dues "cocottes" (Rosselló) 23 - Sant Jordi - el tejero - todo el mundo al suelo 24 - Sant Joan - dues dotzenes - la vigília 25 - cantant - 25 (nadal!) 26 - Sant Esteve - Sant Joaquim i Santa Anna 27 - la verge de Montserrat 28 - els sants innocents 29 - el tramvia 30 - el trempat 31 - Sant Silvestre - l'últim dia de l'any 33 - els anys de Jesucrist 33 (i una gamba!) - parella de tresos (els collons dels pagesos!) - les dues panxes de grut (Rosselló) - els geperuts (Rosselló) 36 - tres dotzenes - l'any de la guerra - les garrotades - l'any que el meu avi va fer la mili 39 - l'any que es va acabar la guerra (encara no s'ha acabat!) - la pau relativa 40 - el dels populars, els 40 lladres! | 43 - el licor - licorero! 44 - quac-quac - les cadiretes - dues cadiretes - les dues cadires (Rosselló) 45 - mitja part - meitat de la taula - tres quarts d'hora 46 - temps afegit 48 - quatre dotzenes 50 - pelat el del mig 54 - el Montilla cagant - Studio 55 - parella de músics 58 - anem a Sabadell per la C58 60 - el cansat - pelat a can seixanta 61 - la compresa 62 - l'edició 64 - quasi jubilat 65 - la jubilació 66 - parella de sisos o de grisos - parella de mossos d'esquadra - parella d'embarassades 67 - em jubilaré - cantant (l'avi Siset em parlava...) de bon matí 69 - el més porc de tots - la vaca li va dir al porc (vols que et faci un seixanta-nou?) - arriba i abajo - el verro - (marra) - el tomba i tomba 70 - pelat la tieta 71 - el set-u 73 - Carrero Blanco 75 - tres ralets - l'any que va morir el Paquito - cantant - 75 (nadal, nadal, nadal!) 76 - tots sou molt sexis 77 - les dues picasses (també al Rosselló) - les banderes d'Itàlia - parella d'estripats 78 - la gran enganyifa 80 - pelat l'àvia/la iaia 82 - el naranjito - mundial d'Espanya - els veïns fan el mundial - la yaya va amb basto 84 - el de l'Orwell 86 - 98 si no el trobes dona-li la volta i el veuràs 88 - la mamellassa - les mamelles de la Paula - parellassa - l'innombrable - les dues carbasses (Rosselló) - els bóts de vi (Rosselló) - solo en casa, palomares, solo en casa, palomares 89 - la padrina 90 - pelat l'avi - pelat l'últim - el ventilador espatllat (no venta) |

Altres
- De l'1 al 9: són petits: per exemple, petit dos.
- Les desenes són pelats: per exemple, pelat trenta o pelo trenta.
- Quan la desena i la unitat és la mateixa xifra són parelles: per exemple, parella de sisos.
- Quan a un jugador té dos números en una fila per fer quinto es diu que ha fet o té segona, si en té tres, tercera, i si en té quatre, quarta: Aquesta partida no he fet ni quarta.
- Quan surten correlativament números amb la mateixa desena o unitat els jugadora acostumen a respondre amb expressions del tipus: cinquanta mil (en el cas que la desena que es repeteix sigui el número cinc) o mil vuit (quan la unitat que es repeteix és el número vuit)
- Quan surten 3 o més números seguits o acabats igual es demana que el lloro remeni. (Remena!) (Remena, remena nena!)
- Quan a un jugador només li resta un número per fer quinto pot demanar al lloro que l'hi cerqui. (Busca-me-la!; Una de petita!; Una de gran!) El lloro respon: (I jo que la busco...;) I el lloro remena.
- Quan surten alguns múltiples de 10 seguits (pelats) se sol cridar: Pela, pela!
- Segons la unitat de la xifra també hi ha algunes respostes dels jugadors:
  - 1: yuhuuuuu
  - 2: toca el 2
  - 3: ets un pes
  - 5: aquí la tinc

## Expressions típiques
- Quan comença el Quinto: La primera pel Quinto i per tothom ja ha sortit i és...
- Quan comença la Plena: La primera per la Plena ja ha sortit i és...
- Quan algú guanya el Quinto i es comprova que és vàlid: És ben bo, que se li pagui..
- Quan algú guanya la Plena i es comprova que és vàlida: És ben bona, que se li pagui..
- Quan a un jugador li falta omplir una casella per guanyar: Tira-me'l! / "Busca-me-la!"
- Quan a un jugador no li són favorables els números que estan sortint: Remena!.
- Quan el lloro ja fa molta estona que canta o com a broma: Canvi de lloro!

## Recursos
- Quan el lloro no sap què dir: La bola no vol sortir.
- Quan es demana remenar: i remeno a petició.
- Quan surten dos números correlatius: Germà gran/germà petit.
- Quan surt el tercer número propinc als dos correlatius: un cosí.
- Quan es demana un de petit: i un de petit... per donar-hi emoció però realment és un número gros.
- Quan es demana un de pelat: i un de pelat... per donar-hi emoció però realment no ho és.
- Quan la carta s'acosta a fer quinto: i la carta tremola.